# 빠
‘빠’는 어딘가에, 특히 한 사람에게 심하게 빠져 타인에게 불쾌감이나 피해를 주는 사람을 비하해서 부르는 비속어로, 반댓말, 즉 안티를 가리키는 말로는 ‘까’가 쓰인다. 연예인의 극성 팬의 경우 남자는 빠돌이, 여자는 빠순이라 부른다. 비슷한 영어 표현으로 그루피(Groupie)가 있는데, 그루피는 '그룹'에서 파생된 말로, 어떠한 상대와 친밀한 관계를 원하는 사람을 가리킨다.

## 같이 보기
- 까
- 오빠부대